# Tornei di tennis maschili nel 1912
Prima della nascita della cosiddetta "Era Open" del tennis, ossia l'apertura ai tennisti professionisti degli eventi più importanti, tutti i tornei erano riservati ad atleti dilettanti. Nel 1912 tutti i tornei erano amatoriali, tra questi c'erano i tornei del Grande Slam:gli Australian Championships, il Campionato francese di tennis, il Torneo di Wimbledon, e gli U.S. National Championships.

## Calendario

### Gennaio
| Settimana  | Torneo                                                                     | Vincitore               | Finalista       | Semifinalisti | Eliminati ai quarti |
| ---------- | -------------------------------------------------------------------------- | ----------------------- | --------------- | ------------- | ------------------- |
| 17 gennaio | German Covered Court Championships 1912 Brema, Germania Singolare - Doppio | Max Décugis 6-0 6-2 9-7 | Robert C. Spies |               |                     |
| 17 gennaio | German Covered Court Championships 1912 Brema, Germania Singolare - Doppio |                         |                 |               |                     |

### Febbraio
| Settimana   | Torneo                                                                              | Vincitore                            | Finalista               | Semifinalisti | Eliminati ai quarti |
| ----------- | ----------------------------------------------------------------------------------- | ------------------------------------ | ----------------------- | ------------- | ------------------- |
| 10 febbraio | US Indoors 1912 New York, USA Singolare - Doppio                                    | Wylie Grant 6-1 6-3 6-3              | William B. Cragin Jr.   |               |                     |
| 10 febbraio | US Indoors 1912 New York, USA Singolare - Doppio                                    |                                      |                         |               |                     |
| 12 febbraio | Monte Carlo Cup 1912 Monte Carlo, Monaco Singolare - Doppio                         | Anthony Wilding 6-3 6-0 6-0          | C. Moore                |               |                     |
| 12 febbraio | Monte Carlo Cup 1912 Monte Carlo, Monaco Singolare - Doppio                         |                                      |                         |               |                     |
| 19 febbraio | Italian Riviera Championships 1912 Sanremo, Italia Singolare - Doppio               | Edward Roy Allen 6-2 6-3 6-2         | Mark D. Hick            |               |                     |
| 19 febbraio | Italian Riviera Championships 1912 Sanremo, Italia Singolare - Doppio               |                                      |                         |               |                     |
| 25 febbraio | Riviera Championships 1912 Mentone, Francia Singolare - Doppio                      | Edward Roy Allen 6-0 3-6 6-1 6-8 6-0 | Arthur Wallis Myers     |               |                     |
| 25 febbraio | Riviera Championships 1912 Mentone, Francia Singolare - Doppio                      |                                      |                         |               |                     |
| 26 febbraio | Dulwich Covered Court Spring Meeting 1912 Dulwich, Gran Bretagna Singolare - Doppio | Gordon Lowe 4-6 6-1 6-2              | Charles S. Gordon-Smith |               |                     |
| 26 febbraio | Dulwich Covered Court Spring Meeting 1912 Dulwich, Gran Bretagna Singolare - Doppio |                                      |                         |               |                     |

### Marzo
| Settimana | Torneo                                                                            | Vincitore                                     | Finalista                      | Semifinalisti | Eliminati ai quarti |
| --------- | --------------------------------------------------------------------------------- | --------------------------------------------- | ------------------------------ | ------------- | ------------------- |
| 4 marzo   | South of France Championships 1912 Nizza, Francia Singolare - Doppio              | Max Décugis 10-8 4-6 6-2                      | Maurice Germot                 |               |                     |
| 4 marzo   | South of France Championships 1912 Nizza, Francia Singolare - Doppio              | Max Décugis Maurice Germot                    |                                |               |                     |
| 11 marzo  | Cannes Championships 1912 Cannes, Francia Singolare - Doppio                      | Max Décugis 6-1 6-2 6-4                       | Maurice Germot                 |               |                     |
| 11 marzo  | Cannes Championships 1912 Cannes, Francia Singolare - Doppio                      |                                               |                                |               |                     |
| 18 marzo  | French Closed Covered Court Championships 1912 Parigi, Francia Singolare - Doppio | André Gobert 4-2 ritiro                       | William Laurentz               |               |                     |
| 18 marzo  | French Closed Covered Court Championships 1912 Parigi, Francia Singolare - Doppio |                                               |                                |               |                     |
| 18 marzo  | Côte d'Azur Championships 1912 Cannes, Francia Singolare - Doppio                 | Ferdinand Boelling 6-2 3-6 6-3 2-6 6-4        | Arthur Wallis Myers            |               |                     |
| 18 marzo  | Côte d'Azur Championships 1912 Cannes, Francia Singolare - Doppio                 |                                               |                                |               |                     |
| 20 marzo  | Wilderness Championships 1912 Southfields, Gran Bretagna Singolare - Doppio       | Gordon Lowe 67 1-6 6-1 7-5                    | Hugh D'Olby Beningfield        |               |                     |
| 20 marzo  | Wilderness Championships 1912 Southfields, Gran Bretagna Singolare - Doppio       |                                               |                                |               |                     |
| 25 marzo  | South Australian Championships 1912 Adelaide, Australia Singolare - Doppio        | Roy Taylor 6-4, 2-6, 6-4, 1-6, 6-1            | Horace Rice                    |               |                     |
| 25 marzo  | South Australian Championships 1912 Adelaide, Australia Singolare - Doppio        |                                               |                                |               |                     |
| 25 marzo  | Torneo di Hyeres 1912 Hyères, Francia Singolare - Doppio                          | Ludwig Comte Salm 8-6 6-4 6-2                 | Resuge                         |               |                     |
| 25 marzo  | Torneo di Hyeres 1912 Hyères, Francia Singolare - Doppio                          |                                               |                                |               |                     |
| 26 marzo  | New South Wales Championships 1912 Sydney, Australia Singolare - Doppio           | Alfred B. Jones 6-2, 3-6, 8-6, 2-1 ritiro     | Ashley Campbell                |               |                     |
| 26 marzo  | New South Wales Championships 1912 Sydney, Australia Singolare - Doppio           | Henry M. Marsh George P. Sayers 6-1, 7-5, 6-3 | Ashley Campbell Horace M. Rice |               |                     |

### Aprile
| Settimana | Torneo                                                                                           | Vincitore                         | Finalista           | Semifinalisti | Eliminati ai quarti |
| --------- | ------------------------------------------------------------------------------------------------ | --------------------------------- | ------------------- | ------------- | ------------------- |
| 7 aprile  | Spanish International Championships 1912 Barcellona, Spagna Singolare - Doppio                   | Felix Poulin 3-6 6-2 6-4 ritiro   | Frederic S. Warburg |               |                     |
| 7 aprile  | Spanish International Championships 1912 Barcellona, Spagna Singolare - Doppio                   |                                   |                     |               |                     |
| 8 aprile  | Montreux Palace Spring Meeting 1912 Montreux, Svizzera Singolare - Doppio                        | Max Décugis 6-3 6-1 6-3           | Ludwig Comte Salm   |               |                     |
| 8 aprile  | Montreux Palace Spring Meeting 1912 Montreux, Svizzera Singolare - Doppio                        |                                   |                     |               |                     |
| 8 aprile  | Dulwich Farm Championships 1912 Dulwich, Gran Bretagna Singolare - Doppio                        | Charles Dixon 3-6 6-4 6-3 4-6 6-4 | Curt Bergmann       |               |                     |
| 8 aprile  | Dulwich Farm Championships 1912 Dulwich, Gran Bretagna Singolare - Doppio                        |                                   |                     |               |                     |
| 9 aprile  | French Covered Court Championships 1912 Parigi, Francia Parquet indoor Singolare - Doppio        | André Gobert 6-4 6-4 6-2          | Maurice Germot      |               |                     |
| 9 aprile  | French Covered Court Championships 1912 Parigi, Francia Parquet indoor Singolare - Doppio        |                                   |                     |               |                     |
| 28 aprile | British Covered Court Championships 1912 Londra, Gran Bretagna Parquet indoor Singolare - Doppio | André Gobert 3-6 5-7 6-4 6-4 6-4  | Anthony Wilding     |               |                     |
| 28 aprile | British Covered Court Championships 1912 Londra, Gran Bretagna Parquet indoor Singolare - Doppio |                                   |                     |               |                     |

### Maggio
| Settimana | Torneo                                                                                            | Vincitore                               | Finalista                 | Semifinalisti | Eliminati ai quarti |
| --------- | ------------------------------------------------------------------------------------------------- | --------------------------------------- | ------------------------- | ------------- | ------------------- |
| maggio    | Dovercourt Hard Court Championships 1912 Dovercourt, Gran Bretagna Terra rossa Singolare - Doppio | Josiah Ritchie                          | non conosciuta (bandiera) |               |                     |
| maggio    | Dovercourt Hard Court Championships 1912 Dovercourt, Gran Bretagna Terra rossa Singolare - Doppio |                                         |                           |               |                     |
| 5 maggio  | Tennis indoor ai Giochi della V Olimpiade Stoccolma, Svezia Singolare - Doppio                    | André Gobert 8-6 6-4 6-4                | Charles Dixon             |               |                     |
| 5 maggio  | Tennis indoor ai Giochi della V Olimpiade Stoccolma, Svezia Singolare - Doppio                    |                                         |                           |               |                     |
| 5 maggio  | Tennis outdoor ai Giochi della V Olimpiade Stoccolma, Svezia Singolare - Doppio                   | Charles Winslow 7-5 4-6 10-8 8-6        | Harold Kitson             |               |                     |
| 5 maggio  | Tennis outdoor ai Giochi della V Olimpiade Stoccolma, Svezia Singolare - Doppio                   |                                         |                           |               |                     |
| 13 maggio | Swedish Covered Court Championships 1912 Stoccolma, Svezia Singolare - Doppio                     | Thorsten Gronfors 6-1 ritiro            | Carl-Olof Siggesson Nylen |               |                     |
| 13 maggio | Swedish Covered Court Championships 1912 Stoccolma, Svezia Singolare - Doppio                     |                                         |                           |               |                     |
| 23 maggio | Prussia Championships 1912 Berlino, Germania Singolare - Doppio                                   | Otto Froitzheim 6-3 9-11 6-2 3-6 6-1    | Wilhelm Rahe              |               |                     |
| 23 maggio | Prussia Championships 1912 Berlino, Germania Singolare - Doppio                                   |                                         |                           |               |                     |
| 23 maggio | Berlin Championships 1912 Berlino, Germania Singolare - Doppio                                    | Oscar Kreuzer 3-4 ritiro                | Otto Froitzheim           |               |                     |
| 23 maggio | Berlin Championships 1912 Berlino, Germania Singolare - Doppio                                    |                                         |                           |               |                     |
| 24 maggio | Torneo di Ipswich 1912 Ipswich, Gran Bretagna Singolare - Doppio                                  | James Emil Hubert Zimmerman 6-2 6-3 6-4 | Necille Willford          |               |                     |
| 24 maggio | Torneo di Ipswich 1912 Ipswich, Gran Bretagna Singolare - Doppio                                  |                                         |                           |               |                     |
| 25 maggio | Surrey Championships 1912 Surbiton, Gran Bretagna Singolare - Doppio                              | Charles Dixon 6-2 6-2 6-3               | Josiah Ritchie            |               |                     |
| 25 maggio | Surrey Championships 1912 Surbiton, Gran Bretagna Singolare - Doppio                              |                                         |                           |               |                     |
| 25 maggio | Torneo di Bruxelles 1912 Bruxelles, Belgio Singolare - Doppio                                     | A. Georges Watson 6-2 6-1 6-1           | Willie Lemaire de Warzeé  |               |                     |
| 25 maggio | Torneo di Bruxelles 1912 Bruxelles, Belgio Singolare - Doppio                                     |                                         |                           |               |                     |
| 27 maggio | Middlesex Championships 1912 Chiswick Park, Gran Bretagna Singolare - Doppio                      | Charles Dixon 7-5 6-3 6-2               | Curt Bergmann             |               |                     |
| 27 maggio | Middlesex Championships 1912 Chiswick Park, Gran Bretagna Singolare - Doppio                      |                                         |                           |               |                     |

### Giugno
| Settimana | Torneo                                                                            | Vincitore                                            | Finalista                       | Semifinalisti | Eliminati ai quarti |
| --------- | --------------------------------------------------------------------------------- | ---------------------------------------------------- | ------------------------------- | ------------- | ------------------- |
| Giugno    | Campionato francese di tennis 1912 Parigi, Francia Singolare - Doppio             | Max Décugis                                          | André Gobert                    |               |                     |
| Giugno    | Campionato francese di tennis 1912 Parigi, Francia Singolare - Doppio             | Max Décugis Maurice Germot                           |                                 |               |                     |
| 1º giugno | Worcestershire Championships 1912 Malvern, Gran Bretagna Singolare - Doppio       | James Cecil Parke 7-5 6-1 6-2                        | Erik Larsen                     |               |                     |
| 1º giugno | Worcestershire Championships 1912 Malvern, Gran Bretagna Singolare - Doppio       |                                                      |                                 |               |                     |
| 3 giugno  | East Surrey Championships 1912 East Croydon, Gran Bretagna Singolare - Doppio     | Charles Dixon 6-0 1-6 6-3 7-5                        | James Emil Hubert Zimmerman     |               |                     |
| 3 giugno  | East Surrey Championships 1912 East Croydon, Gran Bretagna Singolare - Doppio     |                                                      |                                 |               |                     |
| 8 giugno  | Northern Championships 1912 Liverpool, Gran Bretagna Singolare - Doppio           | James Cecil Parke 6-3 1-6 6-3 6-4                    | Theodore Michel Mavrogordato    |               |                     |
| 8 giugno  | Northern Championships 1912 Liverpool, Gran Bretagna Singolare - Doppio           |                                                      |                                 |               |                     |
| 8 giugno  | New England Championships 1912 Hartford, USA Terra rossa Singolare - Doppio       | Fred H. Harris 6-1 6-4 2-6 6-4                       | Fred C. Inman                   |               |                     |
| 8 giugno  | New England Championships 1912 Hartford, USA Terra rossa Singolare - Doppio       | E.W. Peaslee A. H. Man 7-5 5-7, 7-5 3-6 6-3          | E.W. Peaslee Currier            |               |                     |
| 9 giugno  | World Hard Court Championships 1912 Saint-Cloud, Francia Singolare - Doppio       | Otto Froitzheim 6–2, 7–5, 4–6, 7–5                   | Oscar Kreuzer                   |               |                     |
| 9 giugno  | World Hard Court Championships 1912 Saint-Cloud, Francia Singolare - Doppio       | Otto Froitzheim Oscar Kreuzer 4–6, 6–2, 6–1, 6–3     | Harold Kitson Charles Winslow   |               |                     |
| 15 giugno | Kent Championships 1912 Beckenham, Gran Bretagna Singolare - Doppio               | Anthony Wilding 6-2 4-6 6-2 1-6 6-2                  | Herbert Roper Barrett           |               |                     |
| 15 giugno | Kent Championships 1912 Beckenham, Gran Bretagna Singolare - Doppio               |                                                      |                                 |               |                     |
| 17 giugno | Torneo di Lowestoft 1912 Lowestoft, Gran Bretagna Singolare - Doppio              | Stanley Norwood Doust 6-1 8-6                        | Edward Roy Allen                |               |                     |
| 17 giugno | Torneo di Lowestoft 1912 Lowestoft, Gran Bretagna Singolare - Doppio              |                                                      |                                 |               |                     |
| 17 giugno | Torneo di Lilla 1912 Lilla, Francia Singolare - Doppio                            | Charles Winslow 6-3 6-3 4-6 8-6                      | Wilhelm Rahe                    |               |                     |
| 17 giugno | Torneo di Lilla 1912 Lilla, Francia Singolare - Doppio                            |                                                      |                                 |               |                     |
| 20 giugno | Torneo di Malton 1912 Malton, Gran Bretagna Singolare - Doppio                    | Mark D. Hick 6-2 6-0                                 | Lionel W. Alderson              |               |                     |
| 20 giugno | Torneo di Malton 1912 Malton, Gran Bretagna Singolare - Doppio                    |                                                      |                                 |               |                     |
| 22 giugno | Queen's Club Championships 1912 Londra, Gran Bretagna Singolare - Doppio          | Anthony Wilding walkover                             | Otto Froitzheim                 |               |                     |
| 22 giugno | Queen's Club Championships 1912 Londra, Gran Bretagna Singolare - Doppio          |                                                      |                                 |               |                     |
| 22 giugno | Metropolitan Grass Court Championships 1912 New York, USA Erba Singolare - Doppio | Raymond Little 6-4 6-1 6-3                           | Alfred Dabney                   |               |                     |
| 22 giugno | Metropolitan Grass Court Championships 1912 New York, USA Erba Singolare - Doppio | H.H. Hackett Walter Merrill Hall 0-6 2-6 6-3 7-5 6-4 | Raymond Little Gustave Touchard |               |                     |
| 26 giugno | Durham Championships 1912 Sunderland, Gran Bretagna Singolare - Doppio            | Cecim J. Tindell Green 5-7 6-1 6-3                   | Percy Widdas                    |               |                     |
| 26 giugno | Durham Championships 1912 Sunderland, Gran Bretagna Singolare - Doppio            |                                                      |                                 |               |                     |
| 29 giugno | U.S. Men's Clay Court Championships 1912 Pittsburgh, USA Singolare - Doppio       | Richard Norris Williams 6-3, 9-7, 6-3                | Gus Touchard                    |               |                     |
| 29 giugno | U.S. Men's Clay Court Championships 1912 Pittsburgh, USA Singolare - Doppio       |                                                      |                                 |               |                     |
| 29 giugno | Pacific Coast Championships 1912 Santa Cruz, USA Cemento Singolare - Doppio       | Maurice McLoughlin walkover                          | Melville Hammond Long           |               |                     |
| 29 giugno | Pacific Coast Championships 1912 Santa Cruz, USA Cemento Singolare - Doppio       | Thomas Bundy W. Dawson 6-4 11-9 7-9 6-4              | C.R. Gardner William Johnston   |               |                     |

### Luglio
| Settimana | Torneo                                                                                           | Vincitore                                              | Finalista                          | Semifinalisti | Eliminati ai quarti |
| --------- | ------------------------------------------------------------------------------------------------ | ------------------------------------------------------ | ---------------------------------- | ------------- | ------------------- |
| 1º luglio | Torneo di Romsey 1912 Romsey, Gran Bretagna Singolare - Doppio                                   | C.W. Murray 6-3 10-8                                   | E.J. Barton                        |               |                     |
| 1º luglio | Torneo di Romsey 1912 Romsey, Gran Bretagna Singolare - Doppio                                   |                                                        |                                    |               |                     |
| 3 luglio  | Mid-Kent Championships 1912 Maidstone, Gran Bretagna Singolare - Doppio                          | Gordon Lowe 6-3 6-1 6-3                                | C Moore                            |               |                     |
| 3 luglio  | Mid-Kent Championships 1912 Maidstone, Gran Bretagna Singolare - Doppio                          |                                                        |                                    |               |                     |
| 4 luglio  | Düsseldorf Championships 1912 Düsseldorf, Germania Singolare - Doppio                            | Adolf Hammacher 6-3 6-3 6-4                            | Lt. Seebohm                        |               |                     |
| 4 luglio  | Düsseldorf Championships 1912 Düsseldorf, Germania Singolare - Doppio                            |                                                        |                                    |               |                     |
| 5 luglio  | Tri-State Championships 1912 Cincinnati, USA Singolare - Doppio                                  | Gustav Touchard 6-1 6-2 7-5                            | Richard H. Palmer                  |               |                     |
| 5 luglio  | Tri-State Championships 1912 Cincinnati, USA Singolare - Doppio                                  | H. Trux Emerson R.A. Holden 6-3 8-6 6-3                | Cliff Lockhorn Billy Hopple        |               |                     |
| 7 luglio  | Middle States Championships 1912 Mountain Station, USA Erba Singolare - Doppio                   | Wallace Ford Johnson 10-12 1-6 7-5 6-1 6-3             | Walter Merrill Hall                |               |                     |
| 7 luglio  | Middle States Championships 1912 Mountain Station, USA Erba Singolare - Doppio                   | H.H. Hackett Lyle E. Mahan 6-1 6-2 6-1                 | Holcombe Ward J. E. Miles          |               |                     |
| 7 luglio  | Southern Championships 1912 Atlanta, USA Singolare - Doppio                                      | C.Y. Smith 6-0 6-2 6-3                                 | C. M. Charest                      |               |                     |
| 7 luglio  | Southern Championships 1912 Atlanta, USA Singolare - Doppio                                      | C.Y. Smith Nat Thornton 6-4 6-3 8-6                    | B. M. Grant E. V. Carter           |               |                     |
| 8 luglio  | Torneo di Wimbledon 1912 Londra, Gran Bretagna Singolare - Doppio                                | Anthony Wilding 6-4 6-4 4-6 6-4                        | Arthur Gore                        |               |                     |
| 8 luglio  | Torneo di Wimbledon 1912 Londra, Gran Bretagna Singolare - Doppio                                | Herbert Roper-Barrett Charles Dixon 3-6, 6-3, 6-4, 7-5 | Max Décugis André Gobert           |               |                     |
| 8 luglio  | North London Championships 1912 Londra, Gran Bretagna Singolare - Doppio                         | Alfred Beamish 6-3 6-2 6-2                             | A.H. Green                         |               |                     |
| 8 luglio  | North London Championships 1912 Londra, Gran Bretagna Singolare - Doppio                         |                                                        |                                    |               |                     |
| 8 luglio  | Torneo di Epsom 1912 Epsom, Gran Bretagna Singolare - Doppio                                     | Luther Bidlake 3-6 7-5 6-3                             | George Alan Thomas                 |               |                     |
| 8 luglio  | Torneo di Epsom 1912 Epsom, Gran Bretagna Singolare - Doppio                                     |                                                        |                                    |               |                     |
| 10 luglio | Torneo di Warwick 1912 Warwick, Gran Bretagna Singolare - Doppio                                 | Erik Larsen 6-1 4-6 6-1 6-3                            | Cedric Scott                       |               |                     |
| 10 luglio | Torneo di Warwick 1912 Warwick, Gran Bretagna Singolare - Doppio                                 |                                                        |                                    |               |                     |
| 11 luglio | Torneo di Norwich 1912 Norwich, Gran Bretagna Singolare - Doppio                                 | Edward Roy Allen 6-3 ritiro                            | Charles Gladstone Allen            |               |                     |
| 11 luglio | Torneo di Norwich 1912 Norwich, Gran Bretagna Singolare - Doppio                                 |                                                        |                                    |               |                     |
| 11 luglio | East Yorkshire Championships 1912 Kingston upon Hull, Gran Bretagna Singolare - Doppio           | Necille Willford 6-3 6-1 4-6 6-4                       | Mark D. Hick                       |               |                     |
| 11 luglio | East Yorkshire Championships 1912 Kingston upon Hull, Gran Bretagna Singolare - Doppio           |                                                        |                                    |               |                     |
| 13 luglio | Seabright Invitational 1912 Seabright, USA Erba Singolare - Doppio                               | Nathaniel Niles 4-6 6-3 6-1 6-4                        | William Jackson Clothier           |               |                     |
| 13 luglio | Seabright Invitational 1912 Seabright, USA Erba Singolare - Doppio                               |                                                        |                                    |               |                     |
| 13 luglio | Welsh Championships 1912 Newport, Gran Bretagna Singolare - Doppio                               | Harold Kitson 6-4 6-1 0-6 6-4                          | Josiah Ritchie                     |               |                     |
| 13 luglio | Welsh Championships 1912 Newport, Gran Bretagna Singolare - Doppio                               |                                                        |                                    |               |                     |
| 15 luglio | Shropshire Championships 1912 Shrewsbury, Gran Bretagna Singolare - Doppio                       | Theodore Michel Mavrogordato 6-3 2-1 ritiro            | C. Whitehouse                      |               |                     |
| 15 luglio | Shropshire Championships 1912 Shrewsbury, Gran Bretagna Singolare - Doppio                       |                                                        |                                    |               |                     |
| 15 luglio | Berkshire Championships 1912 Reading, Gran Bretagna Singolare - Doppio                           | Josiah Ritchie 5-7 6-2 1-6 6-4 6-2                     | Gordon Lowe                        |               |                     |
| 15 luglio | Berkshire Championships 1912 Reading, Gran Bretagna Singolare - Doppio                           |                                                        |                                    |               |                     |
| 15 luglio | Torneo di Norwood 1912 Norwood New Town, Gran Bretagna Singolare - Doppio                        | Josiah Ritchie 6-3 2-6 6-4                             | Alfred Beamish                     |               |                     |
| 15 luglio | Torneo di Norwood 1912 Norwood New Town, Gran Bretagna Singolare - Doppio                        |                                                        |                                    |               |                     |
| 15 luglio | Torneo di Hayes 1912 Hayes, Gran Bretagna Erba Singolare - Doppio                                | A.L. Bentley 6-2 6-1                                   | A. J. Jimenez                      |               |                     |
| 15 luglio | Torneo di Hayes 1912 Hayes, Gran Bretagna Erba Singolare - Doppio                                |                                                        |                                    |               |                     |
| 17 luglio | Nottinghamshire Championships 1912 Nottingham, Gran Bretagna Singolare - Doppio                  | Arthur Gore 1-6 11-9 6-3                               | Charles Dixon                      |               |                     |
| 17 luglio | Nottinghamshire Championships 1912 Nottingham, Gran Bretagna Singolare - Doppio                  |                                                        |                                    |               |                     |
| 17 luglio | Warwickshire Championships 1912 Leamington, Gran Bretagna Singolare - Doppio                     | Theodore Michel Mavrogordato walkover                  | Samuel Ernest Charlton             |               |                     |
| 17 luglio | Warwickshire Championships 1912 Leamington, Gran Bretagna Singolare - Doppio                     |                                                        |                                    |               |                     |
| 20 luglio | Irish Championships 1912 Dublino, Irlanda Singolare - Doppio                                     | James Cecil Parke 6-2 6-1 6-0                          | George Alan Thomas                 |               |                     |
| 20 luglio | Irish Championships 1912 Dublino, Irlanda Singolare - Doppio                                     |                                                        |                                    |               |                     |
| 21 luglio | Northwestern Championships 1912 Deephaven, USA Singolare - Doppio                                | Seiforde Stellwagen 6-2 2-6 6-4 1-6 6-4                | Ward C. Burton                     |               |                     |
| 21 luglio | Northwestern Championships 1912 Deephaven, USA Singolare - Doppio                                | J. W. Adams Joseph Armstrong 7-5 6-2 6-1               | Seiforde Stellwagen Trafford Jayne |               |                     |
| 23 luglio | Torneo di Watford 1912 Watford, Gran Bretagna Singolare - Doppio                                 | H. Portlock 6-2 2-6 6-2                                | A.L. Bentley                       |               |                     |
| 23 luglio | Torneo di Watford 1912 Watford, Gran Bretagna Singolare - Doppio                                 |                                                        |                                    |               |                     |
| 23 luglio | Torneo di Sheffield & Hallamshire 1912 Sheffield - Hallamshire, Gran Bretagna Singolare - Doppio | James Emil Hubert Zimmerman 7-5 6-0 6-1                | Edward Roy Allen                   |               |                     |
| 23 luglio | Torneo di Sheffield & Hallamshire 1912 Sheffield - Hallamshire, Gran Bretagna Singolare - Doppio |                                                        |                                    |               |                     |
| 23 luglio | Torneo di Ryde 1912 Ryde, Gran Bretagna Singolare - Doppio                                       | Edward Roy Allen 6-4 4-6 6-1 6-1                       | Cedric Scott                       |               |                     |
| 23 luglio | Torneo di Ryde 1912 Ryde, Gran Bretagna Singolare - Doppio                                       |                                                        |                                    |               |                     |
| 23 luglio | Torneo di Redhill 1912 Redhill, Gran Bretagna Singolare - Doppio                                 | George Alan Thomas 6-1 6-3                             | Kenneth Powell                     |               |                     |
| 23 luglio | Torneo di Redhill 1912 Redhill, Gran Bretagna Singolare - Doppio                                 |                                                        |                                    |               |                     |
| 24 luglio | Midland Counties Championships 1912 Edgbaston, Gran Bretagna Singolare - Doppio                  | Stanley Norwood Doust 6-4 6-0 6-1                      | Charles Winslow                    |               |                     |
| 24 luglio | Midland Counties Championships 1912 Edgbaston, Gran Bretagna Singolare - Doppio                  |                                                        |                                    |               |                     |
| 24 luglio | Torneo di East Grinstead 1912 East Grinstead, Gran Bretagna Singolare - Doppio                   | Gordon Lowe 9-7 6-2                                    | Hope Crisp                         |               |                     |
| 24 luglio | Torneo di East Grinstead 1912 East Grinstead, Gran Bretagna Singolare - Doppio                   |                                                        |                                    |               |                     |
| 24 luglio | Longwood Bowl 1912 Boston, USA Singolare - Doppio                                                | Maurice McLoughlin 6-4 6-2 6-4                         | Edwin P. Larned                    |               |                     |
| 24 luglio | Longwood Bowl 1912 Boston, USA Singolare - Doppio                                                |                                                        |                                    |               |                     |
| 27 luglio | Geneva International Championships 1912 Ginevra, Svizzera Singolare - Doppio                     | A. Chanderel 6-3 4-6 4-6 6-0 6-3                       | C. Barde                           |               |                     |
| 27 luglio | Geneva International Championships 1912 Ginevra, Svizzera Singolare - Doppio                     |                                                        |                                    |               |                     |
| 27 luglio | Canadian Championships 1912 Vancouver, Canada Singolare - Doppio                                 | Bernard P. Schwengers 6-2, 3-6, 6-3, 7-5               | Joseph C. Tyler                    |               |                     |
| 27 luglio | Canadian Championships 1912 Vancouver, Canada Singolare - Doppio                                 | William Johnston Elia Fottrell 6-2, 6-4, 4-6, 10-8     | A. E. Jukes H. C. Evans            |               |                     |
| 29 luglio | Torneo di Tunbridge Wells 1912 Tunbridge Wells, Gran Bretagna Singolare - Doppio                 | Arthur Holden Lowe 6-1 6-3 6-3                         | Charles O. Tuckey                  |               |                     |
| 29 luglio | Torneo di Tunbridge Wells 1912 Tunbridge Wells, Gran Bretagna Singolare - Doppio                 |                                                        |                                    |               |                     |
| 29 luglio | Torneo di South Saxons 1912 South Saxons, Gran Bretagna Singolare - Doppio                       | P.H. Robbs 6-2 6-1 6-3                                 | Harold Price                       |               |                     |
| 29 luglio | Torneo di South Saxons 1912 South Saxons, Gran Bretagna Singolare - Doppio                       |                                                        |                                    |               |                     |
| 29 luglio | Torneo di Shanklin 1912 Shanklin, Gran Bretagna Singolare - Doppio                               | George Caridia 8-6 6-0 8-6                             | Edward Roy Allen                   |               |                     |
| 29 luglio | Torneo di Shanklin 1912 Shanklin, Gran Bretagna Singolare - Doppio                               |                                                        |                                    |               |                     |
| 29 luglio | Torneo di Dieppe 1912 Dieppe, Francia Singolare - Doppio                                         | Curt Bergmann 6-2 6-3 6-1                              | George Manset                      |               |                     |
| 29 luglio | Torneo di Dieppe 1912 Dieppe, Francia Singolare - Doppio                                         |                                                        |                                    |               |                     |
| 29 luglio | Llandudno Championships 1912 Craigside, Gran Bretagna Singolare - Doppio                         | George Townshend Candy Watt 6-4 9-7                    | A.M. Hendricks                     |               |                     |
| 29 luglio | Llandudno Championships 1912 Craigside, Gran Bretagna Singolare - Doppio                         |                                                        |                                    |               |                     |
| 30 luglio | Western Championships 1912 Lake Forest, USA Singolare - Doppio                                   | Maurice McLoughlin 8-10 6-1 6-4 6-4                    | Thomas Bundy                       |               |                     |
| 30 luglio | Western Championships 1912 Lake Forest, USA Singolare - Doppio                                   | Walter Hayes Winston 6-1 6-3 6-2                       | Alex Squair Herbert Green          |               |                     |

### Agosto
| Settimana | Torneo                                                                                  | Vincitore                                                   | Finalista                       | Semifinalisti | Eliminati ai quarti |
| --------- | --------------------------------------------------------------------------------------- | ----------------------------------------------------------- | ------------------------------- | ------------- | ------------------- |
| agosto    | Lincolnshire Championships 1912 Spilsby, Gran Bretagna Erba Singolare - Doppio          | Erik Larsen                                                 | non conosciuta (bandiera)       |               |                     |
| agosto    | Lincolnshire Championships 1912 Spilsby, Gran Bretagna Erba Singolare - Doppio          |                                                             |                                 |               |                     |
| agosto    | Torneo di Deauville 1912 Deauville, Francia Terra rossa Singolare - Doppio              | Anthony Wilding 6-2 6-1 7-5                                 | Heinrich Kleinschroth           |               |                     |
| agosto    | Torneo di Deauville 1912 Deauville, Francia Terra rossa Singolare - Doppio              |                                                             |                                 |               |                     |
| agosto    | Southern California Championships 1912 Long Beach, USA Cemento Singolare - Doppio       | Paul Hardeman                                               | non conosciuta (bandiera)       |               |                     |
| agosto    | Southern California Championships 1912 Long Beach, USA Cemento Singolare - Doppio       |                                                             |                                 |               |                     |
| 2 agosto  | Torneo di Ilkley 1912 Ilkley, Gran Bretagna Singolare - Doppio                          | Mark D. Hick 9-7 6-3                                        | W.H. Zimmern                    |               |                     |
| 2 agosto  | Torneo di Ilkley 1912 Ilkley, Gran Bretagna Singolare - Doppio                          |                                                             |                                 |               |                     |
| 3 agosto  | Northumberland Championships 1912 Newcastle upon Tyne, Gran Bretagna Singolare - Doppio | James Cecil Parke 7-5 2-6 7-5 4-6 6-3                       | Stanley Norwood Doust           |               |                     |
| 3 agosto  | Northumberland Championships 1912 Newcastle upon Tyne, Gran Bretagna Singolare - Doppio |                                                             |                                 |               |                     |
| 5 agosto  | Suffolk Championships 1912 Saxmundham, Gran Bretagna Singolare - Doppio                 | A.H. Green titolo condiviso                                 | Herbert Roper Barrett           |               |                     |
| 5 agosto  | Suffolk Championships 1912 Saxmundham, Gran Bretagna Singolare - Doppio                 |                                                             |                                 |               |                     |
| 5 agosto  | Torneo di Ostenda 1912 Ostenda, Belgio Singolare - Doppio                               | Josiah Ritchie 3-6 6-1 6-3 3-6 6-1                          | Paul de Borman                  |               |                     |
| 5 agosto  | Torneo di Ostenda 1912 Ostenda, Belgio Singolare - Doppio                               |                                                             |                                 |               |                     |
| 10 agosto | Scottish Championships 1912 Bridge of Allan, Gran Bretagna Singolare - Doppio           | James Cecil Parke walkover                                  | Stanley Norwood Doust           |               |                     |
| 10 agosto | Scottish Championships 1912 Bridge of Allan, Gran Bretagna Singolare - Doppio           |                                                             |                                 |               |                     |
| 10 agosto | New York State Championships 1912 Bay Ridge, USA Singolare - Doppio                     | Maurice McLoughlin 6-2 6-2 5-7 4-6 6-4                      | Richard Norris Williams         |               |                     |
| 10 agosto | New York State Championships 1912 Bay Ridge, USA Singolare - Doppio                     |                                                             |                                 |               |                     |
| 12 agosto | Torneo di Worthing 1912 Worthing, Gran Bretagna Singolare - Doppio                      | Charles Dixon 4-6 6-1 6-3 7-5                               | Charles O. Tuckey               |               |                     |
| 12 agosto | Torneo di Worthing 1912 Worthing, Gran Bretagna Singolare - Doppio                      |                                                             |                                 |               |                     |
| 12 agosto | Engadine Championships 1912 Sankt Moritz, Svizzera Singolare - Doppio                   | Otto Froitzheim 6-2 8-6 6-3                                 | Gordon Lowe                     |               |                     |
| 12 agosto | Engadine Championships 1912 Sankt Moritz, Svizzera Singolare - Doppio                   |                                                             |                                 |               |                     |
| 12 agosto | Isle of Wight Sandown Championships 1912 Sandown, Gran Bretagna Singolare - Doppio      | George Alan Thomas 6-4 7-5                                  | Peter Hicks                     |               |                     |
| 12 agosto | Isle of Wight Sandown Championships 1912 Sandown, Gran Bretagna Singolare - Doppio      |                                                             |                                 |               |                     |
| 12 agosto | East of England Championships 1912 Felixstowe, Gran Bretagna Singolare - Doppio         | Stanley Norwood Doust 6-4 3-6 6-4 6-3                       | James Emil Hubert Zimmerman     |               |                     |
| 12 agosto | East of England Championships 1912 Felixstowe, Gran Bretagna Singolare - Doppio         |                                                             |                                 |               |                     |
| 12 agosto | Norfolk Championships 1912 Cromer, Gran Bretagna Singolare - Doppio                     | F. Good 6-4 6-1 6-3                                         | B. Foster                       |               |                     |
| 12 agosto | Norfolk Championships 1912 Cromer, Gran Bretagna Singolare - Doppio                     |                                                             |                                 |               |                     |
| 17 agosto | Queensland Championships 1912 Brisbane, Australia Singolare - Doppio                    | Horace Rice                                                 | non conosciuta (bandiera)       |               |                     |
| 17 agosto | Queensland Championships 1912 Brisbane, Australia Singolare - Doppio                    |                                                             |                                 |               |                     |
| 17 agosto | Southampton Invitation 1912 Southampton, USA Singolare - Doppio                         | Nathaniel Niles 7-5 6-2 4-6 6-4                             | Wallace Ford Johnson            |               |                     |
| 17 agosto | Southampton Invitation 1912 Southampton, USA Singolare - Doppio                         |                                                             |                                 |               |                     |
| 17 agosto | Derbyshire Championships 1912 Buxton, Gran Bretagna Singolare - Doppio                  | James Cecil Parke 6-8 6-1 6-0                               | Hope Crisp                      |               |                     |
| 17 agosto | Derbyshire Championships 1912 Buxton, Gran Bretagna Singolare - Doppio                  |                                                             |                                 |               |                     |
| 19 agosto | Isle of Wight Ventnor Championships 1912 Ventnor, Gran Bretagna Singolare - Doppio      | George Alan Thomas walkover                                 | Ernest G. Parton                |               |                     |
| 19 agosto | Isle of Wight Ventnor Championships 1912 Ventnor, Gran Bretagna Singolare - Doppio      |                                                             |                                 |               |                     |
| 19 agosto | North of England Championships 1912 Scarborough, Gran Bretagna Singolare - Doppio       | Arthur Holden Lowe 6-4 6-4                                  | James Cecil Parke               |               |                     |
| 19 agosto | North of England Championships 1912 Scarborough, Gran Bretagna Singolare - Doppio       |                                                             |                                 |               |                     |
| 19 agosto | Torneo di Ragaz 1912 Bad Ragaz, Svizzera Singolare - Doppio                             | Gordon Lowe 6-0 6-3 30 ritiro                               | Adolf Hammacher                 |               |                     |
| 19 agosto | Torneo di Ragaz 1912 Bad Ragaz, Svizzera Singolare - Doppio                             |                                                             |                                 |               |                     |
| 19 agosto | Homburg Cup 1912 Bad Homburg vor der Höhe, Germania Singolare - Doppio                  | Oscar Kreuzer 6-4 1-6 3-6 6-0 8-6                           | Gordon Lowe                     |               |                     |
| 19 agosto | Homburg Cup 1912 Bad Homburg vor der Höhe, Germania Singolare - Doppio                  |                                                             |                                 |               |                     |
| 19 agosto | Cinque Ports Championships 1912 Folkestone, Gran Bretagna Singolare - Doppio            | Charles Dixon titolo condiviso. ma Dixon ha tenuto la coppa | Theodore Michel Mavrogordato    |               |                     |
| 19 agosto | Cinque Ports Championships 1912 Folkestone, Gran Bretagna Singolare - Doppio            |                                                             |                                 |               |                     |
| 21 agosto | Torneo di Berwick-on-Tweed 1912 Berwick-on-Tweed, Gran Bretagna Singolare - Doppio      | Cecim J. Tindell Green 10-8 6-4                             | J.G. Locke                      |               |                     |
| 21 agosto | Torneo di Berwick-on-Tweed 1912 Berwick-on-Tweed, Gran Bretagna Singolare - Doppio      |                                                             |                                 |               |                     |
| 24 agosto | German Championships 1912 Amburgo, Germania Singolare - Doppio                          | Otto von Muller 2-6 6-1 6-4 6-2                             | Heinrich Schomburgk             |               |                     |
| 24 agosto | German Championships 1912 Amburgo, Germania Singolare - Doppio                          |                                                             |                                 |               |                     |
| 24 agosto | Hamburg Championships 1912 Amburgo, Germania Singolare - Doppio                         | Otto von Muller 5-7 3-1 ritiro                              | Louis Trasenster                |               |                     |
| 24 agosto | Hamburg Championships 1912 Amburgo, Germania Singolare - Doppio                         |                                                             |                                 |               |                     |
| 26 agosto | West Sussex Championships 1912 Chichester, Gran Bretagna Singolare - Doppio             | Theodore Michel Mavrogordato 7-5 6-1 8-6                    | C.S. Grace                      |               |                     |
| 26 agosto | West Sussex Championships 1912 Chichester, Gran Bretagna Singolare - Doppio             |                                                             |                                 |               |                     |
| 26 agosto | Torneo di Carlisle 1912 Carlisle, Gran Bretagna Singolare - Doppio                      | Cecim J. Tindell Green 6-2 6-3 6-2                          | G.C. Glenny                     |               |                     |
| 26 agosto | Torneo di Carlisle 1912 Carlisle, Gran Bretagna Singolare - Doppio                      |                                                             |                                 |               |                     |
| 26 agosto | Torneo di Aldeburgh 1912 Aldeburgh, Gran Bretagna Singolare - Doppio                    | E.H. Lownds 6-2 6-1                                         | A.J.S. Butler                   |               |                     |
| 26 agosto | Torneo di Aldeburgh 1912 Aldeburgh, Gran Bretagna Singolare - Doppio                    |                                                             |                                 |               |                     |
| 26 agosto | Torneo di Wimereux 1912 Wimereux, Francia Singolare - Doppio                            | George Manset 6-1 6-3 10-8                                  | W.J. Lancaster                  |               |                     |
| 26 agosto | Torneo di Wimereux 1912 Wimereux, Francia Singolare - Doppio                            |                                                             |                                 |               |                     |
| 26 agosto | Torneo di Southampton 1912 Southampton, Gran Bretagna Singolare - Doppio                | George Alan Thomas 6-8 3-6 6-2 6-4 6-3                      | Algernon Kingscote              |               |                     |
| 26 agosto | Torneo di Southampton 1912 Southampton, Gran Bretagna Singolare - Doppio                |                                                             |                                 |               |                     |
| 26 agosto | U.S. National Championships 1912 Newport, USA Singolare - Doppio                        | Maurice McLoughlin 3-6 2-6 6-2 6-4 6-2                      | Wallace Ford Johnson            |               |                     |
| 26 agosto | U.S. National Championships 1912 Newport, USA Singolare - Doppio                        | Maurice McLoughlin Tom Bundy 3-6, 6-2, 6-1, 7-5             | Raymond Little Gustave Touchard |               |                     |

### Settembre
| Settimana    | Torneo                                                                                    | Vincitore                                     | Finalista                     | Semifinalisti                                     | Eliminati ai quarti                                                                              |
| ------------ | ----------------------------------------------------------------------------------------- | --------------------------------------------- | ----------------------------- | ------------------------------------------------- | ------------------------------------------------------------------------------------------------ |
| Settembre    | Hampshire Championships 1912 Bournemouth, Gran Bretagna Singolare - Doppio                | Charles O. Tuckey 6-3 6-2                     | Henry Gillibrand Elwin Evered |                                                   |                                                                                                  |
| Settembre    | Hampshire Championships 1912 Bournemouth, Gran Bretagna Singolare - Doppio                |                                               |                               |                                                   |                                                                                                  |
| Settembre    | Torneo di Yarmouth 1912 Great Yarmouth, Gran Bretagna Erba Singolare - Doppio             | Edward Roy Allen                              | non conosciuta (bandiera)     |                                                   |                                                                                                  |
| Settembre    | Torneo di Yarmouth 1912 Great Yarmouth, Gran Bretagna Erba Singolare - Doppio             |                                               |                               |                                                   |                                                                                                  |
| Settembre    | Sussex Championships 1912 Brighton, Gran Bretagna Erba Singolare - Doppio                 | James Emil Hubert Zimmerman 4-6 6-1 6-4 6-3   | George Alan Thomas            |                                                   |                                                                                                  |
| Settembre    | Sussex Championships 1912 Brighton, Gran Bretagna Erba Singolare - Doppio                 |                                               |                               |                                                   |                                                                                                  |
| 2 settembre  | Spanish National Championships 1912 San Sebastián, Spagna Singolare - Doppio              | José Maria Alonso de Areyzaga 7-5 3-6 6-2 6-4 | Luis de Huagón Barrios        | Ignacio Olazabal Fernández Eulate Ernest FC Witty | Conde de Artaza José Maria Olabarria y Martínez Rivas Santiago Méndez-Vigo Alfredo Faulconbridge |
| 2 settembre  | Spanish National Championships 1912 San Sebastián, Spagna Singolare - Doppio              |                                               |                               |                                                   |                                                                                                  |
| 2 settembre  | Dorset Championships 1912 Parkstone, Gran Bretagna Singolare - Doppio                     | Charles O. Tuckey 6-3 7-5                     | H.W. Brown                    |                                                   |                                                                                                  |
| 2 settembre  | Dorset Championships 1912 Parkstone, Gran Bretagna Singolare - Doppio                     |                                               |                               |                                                   |                                                                                                  |
| 2 settembre  | Torneo di Dinard 1912 Dinard, Francia Singolare - Doppio                                  | Frank Riseley 6-0 9-7 4-6 ritiro              | Robert B. Powell              |                                                   |                                                                                                  |
| 2 settembre  | Torneo di Dinard 1912 Dinard, Francia Singolare - Doppio                                  |                                               |                               |                                                   |                                                                                                  |
| 2 settembre  | Torneo di Conishead Priory 1912 Conishead Priory, Gran Bretagna Singolare - Doppio        | C. Miller 6-2 6-3                             | Samuel Ernest Charlton        |                                                   |                                                                                                  |
| 2 settembre  | Torneo di Conishead Priory 1912 Conishead Priory, Gran Bretagna Singolare - Doppio        |                                               |                               |                                                   |                                                                                                  |
| 2 settembre  | Torneo di Chateau d'Oex 1912 Château-d'Œx, Svizzera Singolare - Doppio                    | W. Cumming 6-2 3-6 2-6 6-3 6-1                | A. Chanderel                  |                                                   |                                                                                                  |
| 2 settembre  | Torneo di Chateau d'Oex 1912 Château-d'Œx, Svizzera Singolare - Doppio                    |                                               |                               |                                                   |                                                                                                  |
| 2 settembre  | Torneo di Boulogne 1912 Boulogne, Francia Singolare - Doppio                              | Gordon Lowe 6-2 3-6 2-6 6-2 6-1               | George Manset                 |                                                   |                                                                                                  |
| 2 settembre  | Torneo di Boulogne 1912 Boulogne, Francia Singolare - Doppio                              |                                               |                               |                                                   |                                                                                                  |
| 9 settembre  | Torneo di Les Avants 1912 Montreux-Les Avants, Svizzera Singolare - Doppio                | A. Chanderel 6-4 6-4 6-4                      | W. Cumming                    |                                                   |                                                                                                  |
| 9 settembre  | Torneo di Les Avants 1912 Montreux-Les Avants, Svizzera Singolare - Doppio                |                                               |                               |                                                   |                                                                                                  |
| 9 settembre  | Torneo di Le Touquet 1912 Le Touquet, Francia Singolare - Doppio                          | George Manset 9-7 7-9 3-6 6-4 6-2             | Mark D. Hick                  |                                                   |                                                                                                  |
| 9 settembre  | Torneo di Le Touquet 1912 Le Touquet, Francia Singolare - Doppio                          |                                               |                               |                                                   |                                                                                                  |
| 10 settembre | National Collegiate Championships 1912 Haverford, USA Erba Singolare - Doppio             | George Church 6-4 5-7 5-7 8-6 6-1             | J. G. Nelson                  |                                                   |                                                                                                  |
| 10 settembre | National Collegiate Championships 1912 Haverford, USA Erba Singolare - Doppio             | George Church W. H. Mace 8-10 10-8 6-2 6-2    | E. H. Whitney Watson Washburn |                                                   |                                                                                                  |
| 14 settembre | South of England Championships 1912 Eastbourne, Gran Bretagna Singolare - Doppio          | Arthur Holden Lowe 6-4 7-9 6-0 6-4            | Stanley Norwood Doust         |                                                   |                                                                                                  |
| 14 settembre | South of England Championships 1912 Eastbourne, Gran Bretagna Singolare - Doppio          |                                               |                               |                                                   |                                                                                                  |
| 16 settembre | Montreux Palace Autumn Meeting 1912 Montreux, Svizzera Singolare - Doppio                 | Max Décugis 6-4 6-2 6-1                       | A. Chanderel                  |                                                   |                                                                                                  |
| 16 settembre | Montreux Palace Autumn Meeting 1912 Montreux, Svizzera Singolare - Doppio                 |                                               |                               |                                                   |                                                                                                  |
| 16 settembre | Swiss International Championships 1912 Montreux, Svizzera Singolare - Doppio              | Max Décugis 8-6 6-0 ritiro                    | A. Chanderel                  |                                                   |                                                                                                  |
| 16 settembre | Swiss International Championships 1912 Montreux, Svizzera Singolare - Doppio              |                                               |                               |                                                   |                                                                                                  |
| 16 settembre | Europe Championships Kent Coast 1912 Hythe, Gran Bretagna Singolare - Doppio              | Algernon Kingscote 9-7 2-6 7-5 2-6 8-6        | Herbert Roper Barrett         |                                                   |                                                                                                  |
| 16 settembre | Europe Championships Kent Coast 1912 Hythe, Gran Bretagna Singolare - Doppio              |                                               |                               |                                                   |                                                                                                  |
| 23 settembre | Montreux Palace Autumn Meeting 2 1912 Montreux, Svizzera Singolare - Doppio               | Max Décugis 10-8 6-3 6-3                      | Hope Crisp                    |                                                   |                                                                                                  |
| 23 settembre | Montreux Palace Autumn Meeting 2 1912 Montreux, Svizzera Singolare - Doppio               |                                               |                               |                                                   |                                                                                                  |
| 23 settembre | Drive Club Championships 1912 Fulham, Gran Bretagna Singolare - Doppio                    | Stanley Norwood Doust 6-1 6-2 6-3             | William Alfred Ingram         |                                                   |                                                                                                  |
| 23 settembre | Drive Club Championships 1912 Fulham, Gran Bretagna Singolare - Doppio                    |                                               |                               |                                                   |                                                                                                  |
| 26 settembre | Betws-y-Coed Hard Court Championships 1912 Betws-y-Coed, Gran Bretagna Singolare - Doppio | Samuel Ernest Charlton 6-1 6-4                | F. Crosbie                    |                                                   |                                                                                                  |
| 26 settembre | Betws-y-Coed Hard Court Championships 1912 Betws-y-Coed, Gran Bretagna Singolare - Doppio |                                               |                               |                                                   |                                                                                                  |
| 30 settembre | Vaud International Championships 1912 Losanna, Svizzera Singolare - Doppio                | Max Décugis 6-2 6-3 6-0                       | Hope Crisp                    |                                                   |                                                                                                  |
| 30 settembre | Vaud International Championships 1912 Losanna, Svizzera Singolare - Doppio                |                                               |                               |                                                   |                                                                                                  |
| 30 settembre | Western Australian Championships 1912 Perth, Australia Erba Singolare - Doppio            | Ernie Parker                                  | non conosciuta (bandiera)     |                                                   |                                                                                                  |
| 30 settembre | Western Australian Championships 1912 Perth, Australia Erba Singolare - Doppio            |                                               |                               |                                                   |                                                                                                  |
| 30 settembre | Welsh Covered Court Championships 1912 Craigside, Gran Bretagna Singolare - Doppio        | Theodore Michel Mavrogordato 6-2 5-7 7-5 7-5  | Stanley Norwood Doust         |                                                   |                                                                                                  |
| 30 settembre | Welsh Covered Court Championships 1912 Craigside, Gran Bretagna Singolare - Doppio        |                                               |                               |                                                   |                                                                                                  |

### Ottobre
| Settimana  | Torneo                                                                              | Vincitore                                   | Finalista                      | Semifinalisti | Eliminati ai quarti |
| ---------- | ----------------------------------------------------------------------------------- | ------------------------------------------- | ------------------------------ | ------------- | ------------------- |
| 7 ottobre  | Torneo di Tulse Hill 1912 Tulse Hill, Gran Bretagna Singolare - Doppio              | Louis Maria Heyden 6-4 6-1 6-1              | William Alfred Ingram          |               |                     |
| 7 ottobre  | Torneo di Tulse Hill 1912 Tulse Hill, Gran Bretagna Singolare - Doppio              |                                             |                                |               |                     |
| 7 ottobre  | Racing Club Autumn Meeting 1912 Parigi, Francia Singolare - Doppio                  | William Laurentz 6-3 11-9 6-4               | Maurice Germot                 |               |                     |
| 7 ottobre  | Racing Club Autumn Meeting 1912 Parigi, Francia Singolare - Doppio                  |                                             |                                |               |                     |
| 12 ottobre | California State Championships 1912 Oakland, USA Cemento Singolare - Doppio         | William Johnston 6-3 6-4 6-2                | Byron Batkin                   |               |                     |
| 12 ottobre | California State Championships 1912 Oakland, USA Cemento Singolare - Doppio         | John Strachan Clarence Griffin 6-0 6-1 6-2  | Charles Foley William Johnston |               |                     |
| 14 ottobre | Queen's Covered Court Championships 1912 Londra, Gran Bretagna Singolare - Doppio   | Theodore Michel Mavrogordato 8-6 9-7 6-2    | Josiah Ritchie                 |               |                     |
| 14 ottobre | Queen's Covered Court Championships 1912 Londra, Gran Bretagna Singolare - Doppio   |                                             |                                |               |                     |
| 21 ottobre | European Covered Court Championships 1912 Dulwich, Gran Bretagna Singolare - Doppio | Eric Olbasditon Pockley 6-8 6-3 1-6 6-3 6-1 | Louis Maria Heyden             |               |                     |
| 21 ottobre | European Covered Court Championships 1912 Dulwich, Gran Bretagna Singolare - Doppio |                                             |                                |               |                     |

### Novembre
| Settimana   | Torneo                                                                    | Vincitore                     | Finalista        | Semifinalisti | Eliminati ai quarti |
| ----------- | ------------------------------------------------------------------------- | ----------------------------- | ---------------- | ------------- | ------------------- |
| 23 novembre | Paris International Championships 1912 Parigi, Francia Singolare - Doppio | André Gobert 6-2 6-3 6-2      | William Laurentz |               |                     |
| 23 novembre | Paris International Championships 1912 Parigi, Francia Singolare - Doppio |                               |                  |               |                     |
| 27 novembre | Victorian Championships 1912 Melbourne, Australia Erba Singolare - Doppio | James Cecil Parke 6-3 6-0 6-2 | Gordon Lowe      |               |                     |
| 27 novembre | Victorian Championships 1912 Melbourne, Australia Erba Singolare - Doppio |                               |                  |               |                     |

### Dicembre
| Settimana   | Torneo                                                                        | Vincitore                                       | Finalista                   | Semifinalisti            | Eliminati ai quarti                                  |
| ----------- | ----------------------------------------------------------------------------- | ----------------------------------------------- | --------------------------- | ------------------------ | ---------------------------------------------------- |
| dicembre    | Coupe de Noel 1912 Parigi, Francia Parquet indoor Singolare - Doppio          | Max Décugis                                     | non conosciuta (bandiera)   |                          |                                                      |
| dicembre    | Coupe de Noel 1912 Parigi, Francia Parquet indoor Singolare - Doppio          |                                                 |                             |                          |                                                      |
| 9 dicembre  | Bay Counties Championships 1912 San Francisco, USA Cemento Singolare - Doppio | John Strachan 6-2 6-4 6-2                       | Melville Rosenberg          |                          |                                                      |
| 9 dicembre  | Bay Counties Championships 1912 San Francisco, USA Cemento Singolare - Doppio |                                                 |                             |                          |                                                      |
| 30 dicembre | New Zealand Championships 1912 Wellington, Nuova Zelanda Singolare - Doppio   | Robert Newton King Swanston 2-6 1-6 6-2 6-3 6-1 | Francis Marion Bates Fisher |                          |                                                      |
| 30 dicembre | New Zealand Championships 1912 Wellington, Nuova Zelanda Singolare - Doppio   | William Goss Geoffrey Morton Ollivier           |                             |                          |                                                      |
| 31 dicembre | Australasian Championships 1912 Hastings, Nuova Zelanda Singolare - Doppio    | James Cecil Parke 3-6, 6-3, 1-6, 6-1, 7-5       | Alfred Beamish              | Robert Swanston H. Brown | Geoff Olliver W. Pearce Richard Harman Charles Dixon |
| 31 dicembre | Australasian Championships 1912 Hastings, Nuova Zelanda Singolare - Doppio    | Charles Dixon James Cecil Parke 6-4, 6-4, 6-2   | Alfred Beamish Gordon Lowe  | Robert Swanston H. Brown | Geoff Olliver W. Pearce Richard Harman Charles Dixon |

## Senza data
| Settimana | Torneo                                                                        | Vincitore                           | Finalista                 | Semifinalisti | Eliminati ai quarti |
| --------- | ----------------------------------------------------------------------------- | ----------------------------------- | ------------------------- | ------------- | ------------------- |
|           | All India Championships 1912 Allahabad, India Singolare - Doppio              | H.W. Davies                         | non conosciuta (bandiera) |               |                     |
|           | All India Championships 1912 Allahabad, India Singolare - Doppio              |                                     |                           |               |                     |
|           | Intermountain Championships 1912 Salt Lake City, USA Singolare - Doppio       | George Badger                       | non conosciuta (bandiera) |               |                     |
|           | Intermountain Championships 1912 Salt Lake City, USA Singolare - Doppio       |                                     |                           |               |                     |
|           | Natal Championships 1912 Durban, Sudafrica Singolare - Doppio                 | George Henry Dodd                   | non conosciuta (bandiera) |               |                     |
|           | Natal Championships 1912 Durban, Sudafrica Singolare - Doppio                 |                                     |                           |               |                     |
|           | Nice Lawn Tennis Club Championships 1912 Nizza, Francia Singolare - Doppio    | Ludwig Comte Salm                   | non conosciuta (bandiera) |               |                     |
|           | Nice Lawn Tennis Club Championships 1912 Nizza, Francia Singolare - Doppio    |                                     |                           |               |                     |
|           | South African Championships 1912 Città del Capo, Sudafrica Singolare - Doppio | George Dodd 6–1, 4–6, 6–3, 5–7, 6–0 | R.F. Le Sueur             |               |                     |
|           | South African Championships 1912 Città del Capo, Sudafrica Singolare - Doppio |                                     |                           |               |                     |
|           | Transvaal Championships 1912 Johannesburg, Sudafrica Singolare - Doppio       | Harold Kitson                       | non conosciuta (bandiera) |               |                     |
|           | Transvaal Championships 1912 Johannesburg, Sudafrica Singolare - Doppio       |                                     |                           |               |                     |